# Заволжье (Тверская область)
Заволжье — деревня в Кашинском районе Тверской области. Входит в состав Карабузинского сельского поселения.

## История
В 1961 г. Указом Президиума ВС РСФСР деревня Смертино переименована в Заволжье

## Население
| 2010 |
| ---- |
| 11   |